# سیارک ۲۶۵۲۷
سیارک ۲۶۵۲۷ (به انگلیسی: 26527 Leasure، نامگذاری:2000CH87)۲۶۵۲۷مین سیارک کشف شده‌است که در ۰۴ فوریه ۲۰۰۰ کشف شد.